# Humber Hornet
L'FV1620 Humber Hornet (FV1620, Truck 1 ton, air portable, launcher, Hornet) era un veicolo blindato aerotrasportabile specializzato progettato per trasportare i missili Malkara, un sistema d'arma di missili anticarro sviluppati dall'Australia e dal Regno Unito.
Il cacciacarri Hornet era un veicolo derivato dall'autocarro Humber da 1 tonnellata, che nella versione blindata ha avuto una funzione controcarro.
È stato sostituito dall'autoblindo Ferret Mk 5 negli anni '70.
L'FV102 Striker con missili Swingfire si è dimostrato un mezzo ben più pratico, con 10 missili della stessa gittata ma più piccoli.